# Frritt-Flacc
Frritt-Flacc è un breve racconto di Jules Verne. Fu stampato per la prima volta nel 1884 sulla rivista "Le Figaro illustré" e ristampato nel 1886 insieme con il romanzo Un biglietto della lotteria (Un Billet de loterie).
Fa parte dei racconti di tipo gotico scritti da Verne come, ad esempio, Mastro Zacharius o l'orologiaio che aveva perduto l'anima.

## Trama
Il titolo è un'onomatopea per il suono della tempesta e della pioggia sul suolo.
Trifulgas è un medico avido di denaro che cura solo i ricchi.
In un giorno di tempesta viene chiamato ripetutamente da una donna per curare un uomo in pericolo di morte, ma egli la scaccia finché questa non porta abbastanza denaro.
Finalmente, dopo un tragitto sotto la tempesta, scopre che l'uomo che giace sul letto, morente, non è altri che lui stesso.
I suoi tentativi disperati non serviranno a salvarlo e morirà sotto le proprie mani.